# Quirla
Quirla è una frazione della città tedesca di Stadtroda.

## Storia
Il 1º gennaio 2019 il comune di Quirla venne soppresso e aggregato alla città di Stadtroda.